# ميناء خليفة بن سلمان (البحرين)
ميناء خليفة بن سلمان هو ميناء بحريني افتتح في الأول من أبريل 2009م، بموقع هام جعله رائداً في مجال المسافنة في منطقة شمال الخليج العربي. يقع الميناء في منطقة الحد الصناعية على بعد 13 كيلومترا فقط من مطار البحرين الدولي، كما يرتبط بميناء سلمان - الميناء القديم – عن طريق جسر طوله 5 كيلومترات، علاوة على ذلك، سهولة الوصول إلى المملكة العربية السعودية الشقيقة عن طريق جسر الملك فهد بمسافة لا تزيد على 30 كيلومتراً.
بُني الميناء على مساحة 110 هكتارات من الأراضي المستصلحة ويتضمن رصيفاً طوله 1800 متراً يشمل محطة للحاويات على مساحة 900 متر مربع، يستخدم فيها أربع رافعات قنطرية تتمكن من مناولة سفن الحاويات بعرض61 متراً، بالإضافة إلى مرافق لمناولة وتخزين البضائع العامة وسفن الدحرجة وسفن الركاب.
إن الموقع الاستراتيجي الذي يمتاز به الميناء في وسط منطقة الخليج العربي، ومراسي المياه العميقة التي يحتضنها، وقناة الدخول، يمكنه من استقبال الجيل الجديد من سفن الحاويات العملاقة، بالإضافة إلى توفر الخطوط البرية المباشرة إلى المملكة العربية السعودية الشقيقة ودول الخليج العربي، الأمر الذي جعله مركزاً إقليمياً رئيسياً لتوزيع التجارة في المنطقة.
تقوم الشركة المشغّلة (إي بي إم تيرمينالز) - الرائدة في تشغيل الموانئ - بتشغيل وإدارة وتطوير ميناء خليفة بن سلمان، وتتولى شؤون الموانىء والملاحة البحرية الإشراف على عمل الشركة المشغلة للميناء والرقابة على العمليات التي تتم به وذلك وفقاً لعقد الامتياز المبرم بين حكومة مملكة البحرين والشركة المشغلة.

## أرقام
الطيران المدني:
- 33,724 مجموع حركة الطائرات في إقليم معلومات الطيران، نوفمبر 2022
- 646,958 المجموع الكلي للمسافرين، نوفمبر2022
- 16,853 المجموع الكلي للشحن والبريد، نوفمبر 2022

النقل البري:
- 32,493 المعدل الشهري لعدد الركاب، ديسمبر 2022
- 77,499,758 عدد الركاب (فبراير2015- ديسمبر 2022)
- 30,043 إجمالي البضائع العامة، ديسمبر 2022
- 30,520 إجمالي مناولة الحاويات، ديسمبر 2022
- 75 مجموع السفن، ديسمبر 2022.[1]